# Saint-Just-la-Pendue
Saint-Just-la-Pendue – miejscowość i gmina we Francji, w regionie Owernia-Rodan-Alpy, w departamencie Loara.
Według danych na rok 1990 gminę zamieszkiwało 1466 osób, a gęstość zaludnienia wynosiła 74 osób/km² (wśród 2880 gmin regionu Rodan-Alpy Saint-Just-la-Pendue plasuje się na 578. miejscu pod względem liczby ludności, natomiast pod względem powierzchni na miejscu 511.).